# Пони (Тексас)
Пони (енгл. Pawnee) насељено је место без административног статуса у америчкој савезној држави Тексас.

## Демографија
По попису из 2010. године број становника је 166, што је 35 (-17,4%) становника мање него 2000. године.
| Група             | 2000.       | 2010.       |
| Белци             | 19 (9,5%)   | 37 (22,3%)  |
| Афроамериканци    | 1 (0,5%)    | 0 (0,0%)    |
| Азијати           | 0 (0,0%)    | 0 (0,0%)    |
| Хиспаноамериканци | 181 (90,0%) | 127 (76,5%) |
| Укупно            | 201         | 166         |